# Trolejbusy w Augsburgu
Trolejbusy w Augsburgu – zlikwidowany system transportu trolejbusowego w Augsburgu, w Bawarii, w Niemczech. Funkcjonował od 1943 r. do 1959 r. Istniała tylko jedna linia, której operatorem było przedsiębiorstwo Stadtwerke Augsburg.

## Historia
Linię trolejbusową w Augsburgu uruchomiono 28 sierpnia 1943 r. na trasie z Oberhausen do Bärenkeller. W 1946 r. augsburska rada miasta przegłosowała zastąpienie miejscowych tramwajów trolejbusami. Planu nie zrealizowano, a jedyną linię zamknięto w 1959 r.